# Liste der Monuments historiques in Saint-Cyr-sur-Menthon
Die Liste der Monuments historiques in Saint-Cyr-sur-Menthon führt die Monuments historiques in der französischen Gemeinde Saint-Cyr-sur-Menthon auf.

## Liste der Bauwerke
| Bezeichnung              | Beschreibung | Standort                     | Kennzeichnung | Schutzstatus | Datum | Bild           |
| ------------------------ | ------------ | ---------------------------- | ------------- | ------------ | ----- | -------------- |
| Bauernhof Grange du Clou |              | Allée du Clou (Lage)         | PA00116615    | Classé       | 1994  | weitere Bilder |
| Bauernhof Planons        |              | Route de la Mulatière (Lage) | PA00116544    | Classé       | 1938  | weitere Bilder |
| Bauernhof in Travernay   |              | Allée de Travernay (Lage)    | PA00116545    | Inscrit      | 1925  | weitere Bilder |
| Scheune                  |              | Allée des Carrons (Lage)     | PA00116546    | Inscrit      | 1925  | weitere Bilder |

## Liste der Objekte
- Monuments historiques (Objekte) in Saint-Cyr-sur-Menthon in der Base Palissy des französischen Kultusministeriums